# ساموئل داونینگ
ساموئل داونینگ (انگلیسی: Samuel Downing; ۱۹ ژانویهٔ ۱۸۸۳ – مارس ۱۹۷۴ (۹۱ ساله)) بازیکن فوتبال اهل بریتانیا بود.
از باشگاه‌هایی که در آن بازی کرده‌است می‌توان به باشگاه فوتبال کویینز پارک رنجرز اشاره کرد.